# 爆発ライヴ!
爆発ライヴ! (Live Tracks)は、アメリカのロックバンド、グリーン・デイ初のライブ・アルバム。日本企画盤としての爆発ライヴ!シリーズ1作目である。

## 収録曲
1. ウェルカム・トゥ・パラダイス - "Welcome To Paradise" - 3:30
2. ワン・オブ・マイ・ライズ - "One Of My Lies" - 2:18
3. チャンプ - "Chump" - 2:53
4. ロングヴュー - "Longview" - 3:58
5. バーンアウト - "Burnout" - 2:07
6. 2000ライト・イヤーズ・アウェイ - "2000 Light Years Away" - 2:23